# IC 1644
IC 1644 ist ein Emissionsnebel im Sternbild Tukan. Das Objekt wurde im Jahre 1901 von Williamina Fleming entdeckt.